# Leucania mesotrostella
Leucania mesotrostella är en fjärilsart som beskrevs av Max Wilhelm Karl Draudt 1950. Leucania mesotrostella ingår i släktet Leucania och familjen nattflyn. Inga underarter finns listade i Catalogue of Life.